# Yến hông trắng
Yến hông trắng (tên khoa học: Apus pacificus) là một loài chim trong họ Apodidae.
Yến hông trắng di cư mạnh mẽ, trải qua mùa đông ở bán cầu bắc ở Đông Nam Á và Úc. Hình dạng chung và bộ lông đen gợi nhớ lại họ hàng của nó, loài yến thông thường, từ đó nó được phân biệt bởi một dải màu trắng và phần dưới rất rõ ràng. Chim trống chim mái có bộ lông giống hệt nhau, mặc dù những con chim non có thể được xác định bằng rìa nhạt đến lông cánh không có ở cá thể trưởng thành.
Yên hông trắng được tìm thấy trong một loạt các vùng khí hậu và môi trường sống. Chúng sinh sản ở những nơi có mái che như hang động, khe đá tự nhiên hoặc dưới mái nhà. Tổ có hình nửa chiếc cốc làm bằng cỏ khô và các vật liệu tốt khác được thu thập trong khi bay, được tráng bằng nước bọt và gắn vào một bề mặt thẳng đứng. Mỗi tổ có ba quả trứng trắng được ấp trong khoảng mười bảy ngày để nở. Sau đó, chim con có một thời gian dài nhưng thay đổi trong tổ trước khi chúng được thay đổi bộ lông hoàn toàn. Khi cha mẹ không thể tìm thấy đủ thức ăn trong thời tiết xấu, con non có thể sống sót trong nhiều ngày mà không được cho ăn bằng cách chuyển hóa chất béo trong cơ thể.